# Blaine Sexton
Blaine Nathaniel Sexton (Windsor, 3 maggio 1892 – Londra, 29 aprile 1966) è stato un hockeista su ghiaccio britannico.

## Palmarès

### Olimpiadi invernali
- Bronzo a Chamonix-Mont-Blanc 1924 nell'hockey su ghiaccio.